# ويليام توماس دان
ويليام توماس دان (بالإنجليزية: William Thomas Dunn)‏ هو لاعب كرة قدم أمريكية أمريكي، ولد في 13 مايو 1881 في يونغزتاون في الولايات المتحدة، وتوفي في 17 نوفمبر 1962 في ماوي في الولايات المتحدة.